# Warnia
Warnia (Borowa, Rak, Warna) – polski herb szlachecki.

## Opis herbu
W polu srebrnym rak czerwony w słup.
Klejnot – takiż sam rak.
Labry: czerwone podbite srebrem.

## Najwcześniejsze wzmianki
- 1413 najstarsza wzmianka o herbie w zapiskach sądowych.

## Herbowni
Baraniec, Bądkowski, Bątkowski, Boszkowski, Brachowski, Burkat, Bużkiewicz, Czymbajewicz, Ćwirko, Damiecki, Dąbrowski, Gnoinicki, Gnoiński, Gnojnicki, Godycki, Lekczycki, Leksicki, Leksycki, Lekszycki, Łekszycki, Łększycki, Nosal, Nosala, Palewski, Płaza, Pstroski, Racki, Raczek, Rak, Rapacki, Turski, Zarzecki, Zarzycki, Żołnierzowski
Lista sporządzona została na podstawie wiarygodnych źródeł, zwłaszcza klasycznych i współczesnych herbarzy. Należy jednak zwrócić uwagę na częste zjawisko przypisywania rodom szlacheckim niewłaściwych herbów, szczególnie nasilone w czasie legitymacji szlachectwa przed zaborczymi heroldiami, co zostało następnie utrwalone w wydawanych kolejno herbarzach. Identyczność nazwiska nie musi oznaczać przynależności do danego rodu herbowego. Przynależność taką mogą bezspornie ustalić wyłącznie badania genealogiczne.

### Znani herbowni
- Piotr Gnoiński – chorąży husarski, ofiarował się jako zakładnik za Bogusława Radziwiłła po bitwie pod Prostkami[2].